# Thomas Barbour

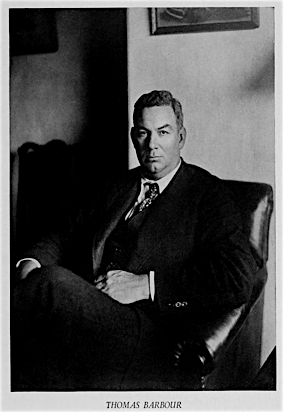
Thomas Barbour

Thomas Barbour (* 19. August 1884 auf Martha’s Vineyard; † 8. Januar 1946 in Boston) war ein US-amerikanischer Herpetologe.

## Leben und Wirken
Barbour war der älteste von vier Söhnen von Oberst William Barbour und seiner Frau Julia Adelaide Sprague. Barbours Vater war Gründer und Präsident der Linen Thread Company, Inc., einer erfolgreichen Garnmanufaktur, die mehrere Niederlassungen in den USA, Irland und Schottland hatte. Thomas Barbour wuchs im Monmouth County in New Jersey auf, wo einer seiner jüngeren Brüder, William Warren Barbour, eine politische Laufbahn einschlug und von 1931 bis 1937 sowie ein weiteres Mal von 1938 bis 1943 US-Senator war.  Im Alter von 15 Jahren besuchte Thomas Barbour zum ersten Mal das Museum of Comparative Zoology der Harvard University, wo er später unter Alexander Agassiz, dem Sohn von Louis Agassiz, Zoologie studierte. Nach seinen Abschlüssen zum Bachelor of Arts, Master of Arts (1908) und zum Ph.D. (1911) wurde er Mitarbeiter im  Museum of Comparative Zoology, wo er als Nachfolger von Samuel Garman die Kuratorenstelle in der Abteilung für Reptilien und Amphibien übernahm. 1916 wurde er in die American Academy of Arts and Sciences gewählt, 1933 in die National Academy of Sciences und 1937 in die American Philosophical Society. Schließlich wurde Barbour Professor für Zoologie und leitete das Museum zwischen 1927 und 1946 als Direktor. Obwohl er den größten Teil seiner Forschungsarbeit den Amphibien und Reptilien widmete, studierte er auch Vögel und Insekten, insbesondere Schmetterlinge.
Barbours wissenschaftliche Expeditionen führten ihn nach Afrika, Asien, Nordamerika, Mittelamerika, Südamerika und in die Karibik. Besonders angetan war er von den Ländern Panama, Costa Rica und Kuba, die er ab 1908  mindestens 30 Mal besuchte. Von 1927 bis zu seinem Tod im Jahre 1946 war er Verwalter der Harvard Botanical Gardens (heute Jardín Botánico de Cienfuegos) in Kuba. In seinem 1945 veröffentlichten Buch A Naturalist in Cuba beschrieb Barbour nicht nur die Flora und Fauna des Landes, sondern auch seine Kultur. Weitere Werke sind Naturalist at Large (1943), That Vanishing Eden (1944) und A Naturalist's Scrapbook (1946).  Daneben hat er rund 400 wissenschaftliche Artikel veröffentlicht. 1906 heiratete Barbour Rosamond Pierce. Aus dieser Ehe gingen sechs Kinder und elf Enkelkinder hervor. Barbour litt lange an Herzproblemen und verstarb nach kurzer Krankheit im Jahre 1946.
Zu Barbours Erstbeschreibungen (die unter anderem in Zusammenarbeit mit Gladwyn Kingsley Noble, Outram Bangs und James Lee Peters verfasst wurden) zählen neben zahlreichen Amphibien- und Reptilientaxa die Zapataralle, die Zapataammer und der Kubazaunkönig sowie gemeinsam mit Glover M. Allen der Neufundlandwolf Canis lupus beothucus. Er erstbeschrieb 65 Arten von Reptilien.

## Nach Barbour benannte Taxa
Zu den nach Barbour benannten Taxa gehören Barbourisia rufa, Ambystoma barbouri, die Barbourfrösche, Platypelis barbouri, Eunectes barbouri und Cerrophidion barbouri.